# 大围山毛轴线盖蕨
大围山毛轴线盖蕨（学名：Monomelangium pullingeri var. daweishanicolum）为蹄盖蕨科毛轴线盖蕨属下的一个变种。

## 扩展阅读
- 維基物種上的相關：大围山毛轴线盖蕨